# The Rescue (film, 2020)
Pour les articles homonymes, voir Rescue.
Pour plus de détails, voir Fiche technique et Distribution.
The Rescue (chinois : 紧急 救援 ; pinyin : Jin ji jiu yuan ; litt. « Secours d'urgence ») est un film d'action hongkongais réalisé par Dante Lam, sorti en 2020. Il s'agit du troisième volet d'une série de films réalisée par Dante Lam, centrée sur le personnel public chinois, après Operation Mekong (2016, la police) et Operation Red Sea (2018, la marine).
Il suit la vie personnelle et professionnelle de membres des sauveteurs maritimes de Chine qui relèvent du ministère chinois des Transports (en), qui a fourni un soutien financier et une assistance au film. Prévu initialement pour le 25 janvier 2020 en Chine, il est repoussé au  18 décembre 2020 en raison de la pandémie de Covid-19.
Il reçoit des critiques positives, mais représente un échec au box-office, ne rapportant que 69 millions de dollars pour un budget de 90 millions de dollars.

## Fiche technique
Sauf indication contraire, les informations mentionnées dans cette section peuvent être confirmées par la base de données cinématographiques IMDb,  présente dans la section « Liens externes ».
- Titre original : 紧急 救援
- Titre international : The Rescue
- Réalisation : Dante Lam
- Scénario : Maria Wong, Tan Yuli et Yaqing Zhi
- Musique : Elliot Leung (en)
- Photographie : Peter Pau
- Montage : Choi Chi-hung
- Production : Candy Leung
- Sociétés de production : Polybona Films, China Communications Press, China Modern Film And Television Development, Tencent Pictures, Autonavi YunMap Technology, Maoyan Weying Culture Media et Emperor Film Production Company Limited
- Société de distribution : CMC Pictures
- Pays de production :  Hong Kong et  Chine
- Langue originale : mandarin
- Format : couleur
- Genre : action
- Durée : 139 minutes
- Dates de sortie :
  - Chine : 18 décembre 2020
  - France : 6 janvier 2022 (DVD)

## Distribution
- Eddie Peng : Gao Qian
- Wang Yanlin (en) : Zhao Cheng
- Xin Zhilei (en) : Fang Yuling
- Lan Yingying (en) : Wen Shan
- Wang Yutian : An Peng
- Xu Yang : Bai Yang
- Li Mincheng : Liu Bin
- Carlos Chan : Lin Weiquan
- Zhang Guoqiang (en) : Pan Zhengjun
- Guo Xiaodong (caméo) : Ding Yi
- Wei Daxun (en) : Huo Da (caméo)

## Accueil

### Sortie
Initialement prévu pour sortir le 25 janvier 2020 en Chine et aux États-Unis, il est repoussé en raison de la pandémie de Covid-19. Il sort finalement le 18 décembre 2020.

### Box-office
The Rescue  récolte 8,9 millions de dollars le premier jour de sa sortie. Le public chinois donne au film 9.2⁄10 sur Maoyan (en), 9⁄10 sur Taopiaopiao (en), et 6.6⁄10 sur Douban. Il termine sa première semaine en tête du box-office avec 36,1 millions dollars de recettes.
Aux États-Unis et au Canada, le film bénéficie d'une sortie limitée et se classe au vingt-cinquième place, lors de son premier week-end, rapportant 9 674 dollars dans 65 salles de cinéma avec une moyenne de 148 dollars par écran.

### Critiques
Sur Rotten Tomatoes, le film est noté à 88 % sur la base de huit critiques, avec une moyenne de 6.4⁄10.
Variety écrit que le total est « bien au-dessous des projections et pourrait signifier que le film perdra de l'argent ».